# ハイペリオン (小説)
『ハイペリオン』（Hyperion）はアメリカのSF作家、ダン・シモンズ（Dan Simmons）が1989年に発表したSF小説である。長篇小説のシリーズをなし、以下の4作で構成される。ヒューゴー賞・ローカス賞・星雲賞受賞作。
- Hyperion (1989年)　『ハイペリオン』
- The Fall of Hyperion (1990年)　『ハイペリオンの没落』
- Endymion  (1996年)　『エンディミオン』
- The Rise of Endymion (1997年)　『エンディミオンの覚醒』

## 概要
ハイペリオン4部作の導入部となり、7人の巡礼が「時間の墓標」へ向かう旅の中でそれぞれが自らの物語を語り、巡礼行に参加するまでの経緯や意図を語る構成となっている。各編がホラー、恋愛、ハードボイルド、戦記、ファンタジー等の独立した短編でもあり、個々の物語を読み進むことで全体の設定が明かされ、同時に謎も深まっていく。
タイトルの『ハイペリオン』『ハイペリオンの没落』からも解るように、ジョン・キーツの物語詩を元に再構築した物語で、物語の中に物語を入れ込み、巻と巻を対にし、さらに執筆者が全体の物語を語るキーツの役割を担っている。多重の入れ子構造を持った小説となっている。
また、巡礼がそれぞれ1つの物語を語る形式は『カンタベリー物語』（ジェフリー・チョーサー）のオマージュであり、枠物語の構成となっている。

## あらすじ
聖遷と呼ばれた人類の地球脱出後から約800年が経過。28世紀、人類はテラフォーミング技術によってさまざまな惑星に進出、移住。200以上の惑星と総人口1500億に達する連邦制の統一政体を築いていた。各惑星間は「転移ゲート」と呼ばれるネットによって結び付けられ、人や物質の瞬間移動を可能にしていた。このネットワーク網は「ワールドウェブ」と呼ばれ人類社会と連邦政府を支える基幹技術となっている。ワールドウェブの技術を提供管理するのは、数世紀前に人類から独立して「テクノコア」という新たな知性体群として活動するようになった独立A.I.群だった。テクノコアは、その超演算能力により数世紀先の未来まで予測することが可能で、彼らが提供する先端技術と未来予測は連邦繁栄の基盤となっていた。
しかし、そんな「テクノコア」にも予測できない不確定要素を持ち、それを理由として連邦への併合を拒んできた辺境惑星が「ハイペリオン」であった。そこには古来から人々の畏怖と信仰を集める未解明の建造物「時間の墓標」があった。時間を逆転させる力「抗エントロピー場」を持ち、未来から過去に向かって時間を遡行する存在として知られる「時間の墓標」は時を超越する殺戮者「シュライク」を封じこめていると言われ、シュライク教団により守られていた。
「抗エントロピー場」の原因不明の膨張が観測され、墓標に何らかの異変が起きていた。同時期、宇宙の蛮族・アウスターがハイペリオンへ大挙侵攻を開始。連邦は敵よりも早く「時間の墓標」の謎を解明するため、7人の男女を巡礼としてハイペリオンへ送りだした。

### 第1章 司祭の物語: 神の名を叫んだ男 (The Priest's Tale: "The Man who Cried God")
ルナール・ホイトはかつてハイペリオンまで同行したポール・デュレについて語る。デュレはハイペリオンへ左遷され、ビクラ族を観察することにした。ビクラ族は奇妙な一族であり、やがてデュレは成り行きからビクラ族に取り込まれて奇妙な十字架を埋め込まれてしまう。この十字架は宿主を蘇生させるもので、ビクラ族はそのようにして生き続けていた。十字架は痛みを与えることにより、その居留地より離れることを許さない。しかしデュレは脱走を試み、失敗はしたもののそのくびきからは逃れ死ぬことができた。
デュレが連絡を絶ったことを知り、教会はホイトをハイペリオンへ派遣する。ホイトはデュレの死体を発見しその記録も入手するが、代償として十字架を自らの分とデュレの分を2個とも埋め込まれてしまい、そのまま居留地を脱したため、以後は激痛の中で人生を送っている。

### 第2章 兵士の物語: 戦場の恋人 (The Soldier's Tale: "The War Lovers")
フィドマーン・カッサードは仮想訓練の度に謎の美女と遭遇し、性交を行うようになった。カッサードは彼女に惹かれていくが、しかし仮想世界でのみしか会うことはできなかった。
やがてカッサードは任官されるとアウスター相手の戦いで英雄的な活躍をみせた。だがその負傷により病院船に乗せられているときにハイペリオンの近くでアウスターの襲撃を受ける。その最中に謎の美女と再会し、攻撃を受けた。カッサードは以後その女を捜している。

### 第3章 詩人の物語: ハイペリオンの歌 (The Poet's Tale: "Hyperion Cantos")
マーティン・サイリーナスはオールド・アース（地球）で育った上流社会の子であった。地球がまさに失われようとする時に母親によって外宇宙へ送り出された。しかしその間に財産を失い、下層の暮らしではいずりまわざるを得なかった。また、かつて受けた文学的な教育は長期間の航行によって失われてしまっていた。
しかしその間にもサイリーナスの詩想はふくらみ、やがて言葉が戻ってくるとベストセラー小説を書きあげた。しかしそれは世相のタイミングによるものもあり、サイリーナスの考える傑作は確かに編集者やAIも認めるものの、売れなかった。出版社はそこそこ売れる続編を書き続けることを強制し、贅沢で低俗な生活により詩想が失われたと考えたサイリーナスはその生活を捨てビリー悲嘆王の元へ身を寄せる。
ビリー悲嘆王はハイペリオンを開発し、豪勢に暮らすが、やがてシュライクの脅威がおこるとその生活も終わる。しかしサイリーナスはシュライクを作り出したのは自分の詩想だと考え、シュライクと向き合うべくハイペリオンへ留まるのであった。

### 第4章 学者の物語: 忘却の川の水は苦く (The Scholar's Tale: "The River Lethe's Taste is Bitter")
7人の巡礼の他に同行している赤子はソル・ワイントラウブの娘のレイチェルであった。レイチェルは56年前に生まれ、成長して父と同じように学者となった。そして28歳の時にハイペリオンの調査に参加した。しかしレイチェルはそこでシュライクの手によって時間逆行を起こされ、寝るごとに1日ずつ若返っていくのであった。毎朝自分が置かれた状況を自分が吹き込んだ録音によって知らされる生活となり、また時間が経つにつれ恋人と出会う前まで若返ると、別れるしかなかった。
ソルと妻はレイチェルを引き取り、日に日に若返っていく娘との生活をはじめた。ソルは脳にシュライクから娘を連れてハイペリオンへやってきて、娘を供えよというメッセージを受けた。しかしソルは娘を犠牲にするつもりなどなかった。
だがある時、妻も同じ啓示を受けていることを知り、あらゆる手をつくしても駄目であったのだから、ハイペリオンへ行くべきと言われる。ほどなくして妻を亡くしたソルはハイペリオンにレイチェルを連れて行くことを決めたが、すでにハイペリオンへの道程は一部の巡礼を除いて封鎖されていた。ソルはシュライク教団へ巡礼へ加えさせてほしいと訴えるが、拒絶された。それでもあきらめずにソルは訴え続ける。レイチェルが誕生する日、つまり消滅する日までもう時間がなかった。

### 第5章 探偵の物語: ロング・グッバイ (The Detective's Tale: The Long Good-Bye)
ブローン・レイミアは亡き大物政治家の娘で、好き好んで私立探偵をしていた。父はマイナ・グラッドストーンの盟友であり、ハイペリオンの連邦への加入を進めようとしていた。
ある日、レイミアの元へ奇妙な依頼人がやってきた。自分は殺されたが、それを調べてほしいという。その男はAIが使う人格で、作られた人間（サイブリッド）ではあり、AIとつながっている。レイミアは依頼人を尾行して行動パターンをつかむと、殺されたらしき日の足取りをつかむ事に成功し、その関連する人物を見つけた。そしてレイミアは依頼人の護衛をすることにした。やがてレイミアと依頼人は愛し合うようになる。
しかしやがて依頼人が襲われると、レイミアは守りきれず依頼人はデーターをレイミアに残して死んだ。

### 第6章 領事の物語: 思い出のシリ (The Consul's Tale: Remembering Siri)
領事はある男の話からしたいという。その男は恒星間宇宙船の乗組員であり、ある星へ休暇で訪れた。先輩に誘われて違法と知りながらまだ連邦に加入していない星の住人と交歓し、シリという16歳くらいの少女と出会う。シリの家族は連邦への加入推進派であり、反対派の従兄弟ともめてしまい、先輩が巻き添えで死んでしまった。
この乗組員の違法行為は軽微な罰で済んだが、二度とこの星へ立ち入れないことになった。しかし次にこの星に来た時には、なぜかその星において前回のシリとの出会いが美化されて伝わっており、シリと再会できたのである。星間宇宙船が往復する間に立ち寄る度にこの星では11年が過ぎており、シリは二人の間の子供を産んでいた。シリは大物政治家となっていき、11年毎の再会の度に子供が生まれていた。6度目の再会は適わずにシリはその2年前に死んでいた。シリは連邦への加入を推進しており、やがて連邦へ加入した。
連邦への加入は大幅な移住や観光客を招き、自然はすぐに破壊された。そのために反乱が起きたが鎮圧された。
領事はこの二人の孫であり、連邦に対して複雑な思いを持っていた。そしてアウスターとも通じており、二重、三重スパイとして双方をつないでいた。

## 主な登場人物
シュライク (The Shrike)
ハイペリオンに現れる、神出鬼没の魔物。時と空間を超越した存在であり、正体・目的とも一切不明のまま、散発的に姿を見せては殺戮を繰り返す。シュライクの名は、その行動様式から付けられた俗称であり、「百舌」の意味。人類へ裁きを下す神性としてシュライクを崇める教団があり、連邦内でも大きな影響力を持っている。
アウスター (Ouster)
宇宙蛮族の総称。元々は地球人類であるが、惑星への移民ではなく、宇宙空間自体で生きる事を選択した派閥の末裔。一生を宇宙で過ごすため、無重力空間では卓越した動きをみせる。一般に凶悪な野蛮人として忌み嫌われているが、その科学・軍事力は連邦とほぼ互角。
マイナ・グラッドストーン (Meina Gladstone)
連邦の最高運営責任者。物語の巡礼を巡礼者に命じたのも彼女である。天性の政治家にして指導者で、女性であるがその容姿はリンカーンになぞらえられる。
ルナール・ホイト (Lenar Hoyt)
「司祭の物語」の語り手。七人の巡礼の一人でカトリック教会の司祭である。かつて出会い、感銘を受けたポール・デュレ神父捜索のため、過去に一度ハイペリオンを訪れている。
ポール・デュレ (Paul Duré)
発掘データ改竄の罪でハイペリオンに流謫された神父。考古・民俗学を生業とし、物語が始まる十年ほど前、ビクラ族と呼ばれる原住民に興味を寄せて調査を開始したが、行方不明になっている。
ビクラ族 (Bikura)
胸部に寄生生命体を宿している奇怪な集団。全員が小柄で禿げており、行動の主体や時間の前後という観念が薄く、"死"の概念が通常とは掛け離れている。部外者に対しては容赦がなく、ある特徴が見られる者以外は、寝込みを襲い首を掻っ切って"真の死"を与えるのが常套である。
フィドマーン・カッサード (Fedmahn Kassad)
「兵士の物語」の語り手。七人の巡礼の一人で連邦軍"FORCE"の元隊員である。ムスリムの惑星のスラム街の生まれながら武士道精神を掲げ、FORCE内で下剋上を遂げて大佐となった。仮想訓練の度に謎めいた女と遭遇する奇怪な体験をし、正体を究明しようと奔走する。アウスターの攻撃で破壊された連邦宇宙船"メリック" の唯一の生存者で、その際に脱出してハイペリオンに降り立った。そこで彼は謎の女とシュライクと出会うこととなる。
モニータ (Moneta)
カッサードが出会い、追い求める謎の女。カッサードにとって"未来"であったことも彼女にとっては"過去"であるらしい。
マーティン・サイリーナス (Martin Silenus)
「詩人の物語」の語り手。七人の巡礼の一人。延命処置と低温睡眠を繰り返し、推定年齢400歳に達しながらも好色で酒好き。若き日から詩に傾倒し"詩想"を追い求める。ビリオンセラー小説を売り出した著名人であったが、低俗な作品と贅沢な暮しが、自身の詩想を掻き消してしまった事に気付き出奔。その後、辺境惑星のビリー悲嘆王の下に身を寄せるが、開拓間もないハイペリオンに移転後、シュライクによる怪奇殺人事件が頻発する。事件により都市が放棄され、治安が悪化してからも危険地帯に留まり、己が詩想の投影と信じるシュライクと対峙すべく、一人待ち続けていた。
ビリー悲嘆王 (Sad King Billy)
物語の約200年前に、ハイペリオンを開拓した人物。内面はともかく、容姿が常に陰気で沈痛に見えるため、悲嘆王の名で呼ばれる。ハイペリオンの現在の首都では、彼の彫像が山に彫られている。芸術を愛し、多くの詩人や画家を擁していたが、中でもサイリーナスとはパトロンを超えた師弟にして友人関係であり、シュライクに魅せられた彼を目覚めさせようとする。
ソル・ワイントラウブ (Sol Weintraub)
「学者の物語」の語り手。七人の巡礼の一人。シュライクとは無縁の地で無縁の生活を送る普通の学者であったが、あるとき娘を奇怪な現象が襲う。
レイチェル・ワイントラウブ (Rachel Weintraub)
ソルの一人娘であり、考古学者。ハイペリオンの"時間の墓標"を調査中に怪異に遭遇する。
ブローン・レイミア (Brawne Lamia)
「探偵の物語」の語り手。七人の巡礼の中で唯一の女性。高重力惑星の出身であるため短躯にして頑強。探偵と言う職業柄、荒事や裏社会にも通じており、口にする言葉も並べて雄々しい。ある青年からの奇妙な依頼を引き受け、ハイペリオンを巡る問題に巻き込まれた。
ヘット・マスティーン (Het Masteen)
七人の巡礼の一人。自然への回帰と融合を掲げる森霊修道会士にして聖樹船"イグドラシル"の船長であり、他の巡礼者をハイペリオンへ運んだ。
領事 (The Consul)
「領事の物語」の語り手。七人の巡礼の一人。ハイペリオンを始めとする幾つかの惑星で領事を務めるが、なぜか名前は全編通して一度も出てこない。半ば隠遁した暮らしをしていたところ、グラッドストーンから依頼を受けてハイペリオンに戻る。妻と子がいたが、戦争で失っている。また彼の祖父母の代には連邦に纏わる、ある出来事が起こった。

## 受賞歴
- 『ハイペリオン』  - 1990年ヒューゴー賞、ローカス賞受賞。1995年第26回星雲賞海外長編賞受賞
- 『ハイペリオンの没落』 - 1991年ローカス賞受賞。1992年イギリスSF協会賞受賞。1996年第27回星雲賞海外長編賞受賞
- 『エンディミオンの覚醒』 - 1998年ローカス賞受賞

## 日本語版書誌情報
- 『ハイペリオン』　酒井昭伸訳、早川書房、1994年。
- 『ハイペリオンの没落』　酒井昭伸訳、早川書房、1995年。
- 『エンディミオン』　酒井昭伸訳、早川書房、1999年。
- 『エンディミオンの覚醒』　酒井昭伸訳、早川書房、1999年。